# M. L. Carr
Pour les articles homonymes, voir Carr.
Michael Leon Carr (né le 9 janvier 1951 à Wallace, Caroline du Nord) est un ancien joueur américain de basket-ball en National Basketball Association et American Basketball Association et ancien entraîneur et General Manager des Celtics de Boston. Il entraîna les Celtics durant deux saisons, réalisant un bilan de 48 victoires et 116 défaites.

## Carrière de joueur
À sa sortie de Guilford College, Carr fut recruté par les Kentucky Colonels en ABA au 7e rang du 5e tour de la draft 1973. Cependant, il ne joua pas à cause d'une blessure et fut écarté. La saison suivante, Carr joua en Israël pour les "Israel Sabers" en European Pro Basketball league. Remportant le titre de champion, meilleur marqueur, deuxième rebondeur, il fut nommé Most Valuable Player.
Lors de la saison 1975-1976, Carr joua pour les Spirits of St. Louis en ABA, avec 12,2 points et 6,2 rebonds par match et fut nommé dans la ABA All-Rookie Team. Il rejoignit ensuite la NBA, évoluant avec les Pistons de Détroit de 1976 à 1979 et les Celtics de Boston de 1979 à 1985. Il compila 9,7 points et 4,3 rebonds par match durant sa carrière NBA et fut sélectionné dans la All-Defense second team lors de la saison 1978-1979 après avoir été meilleur intercepteur de la ligue.
On se souvient de lui pour l'interception et le dunk qu'il réalisa lors du Game 4 lors des Finales NBA 1984, qui apporta la victoire à Boston.

## Carrière d'entraîneur
Carr devint "General Manager" des Celtics en 1994. Il occupa par la suite le poste d'entraîneur lors des saisons 1995-1996 et 1996-1997. Lors de sa dernière saison en tant qu'entraîneur, les Celtics eurent le pire bilan de leur histoire, remportant seulement 15 matchs et en en perdant 67 et fut remplacé à la fin de la saison par Rick Pitino. Après la saison 1997, il devint le "Director of Corporate Development" des Celtics.
Carr devint ensuite président de la franchise WNBA du Sting de Charlotte, après avoir tenté de devenir propriétaire d'une nouvelle franchise à Charlotte, en compagnie de Steve Belkin et de son ancien coéquipier Larry Bird.  Il est aujourd'hui actionnaire des Bobcats de Charlotte.

## Pour approfondir
- Liste des meilleurs intercepteurs en NBA par saison.